# Kladruby u Strakonic

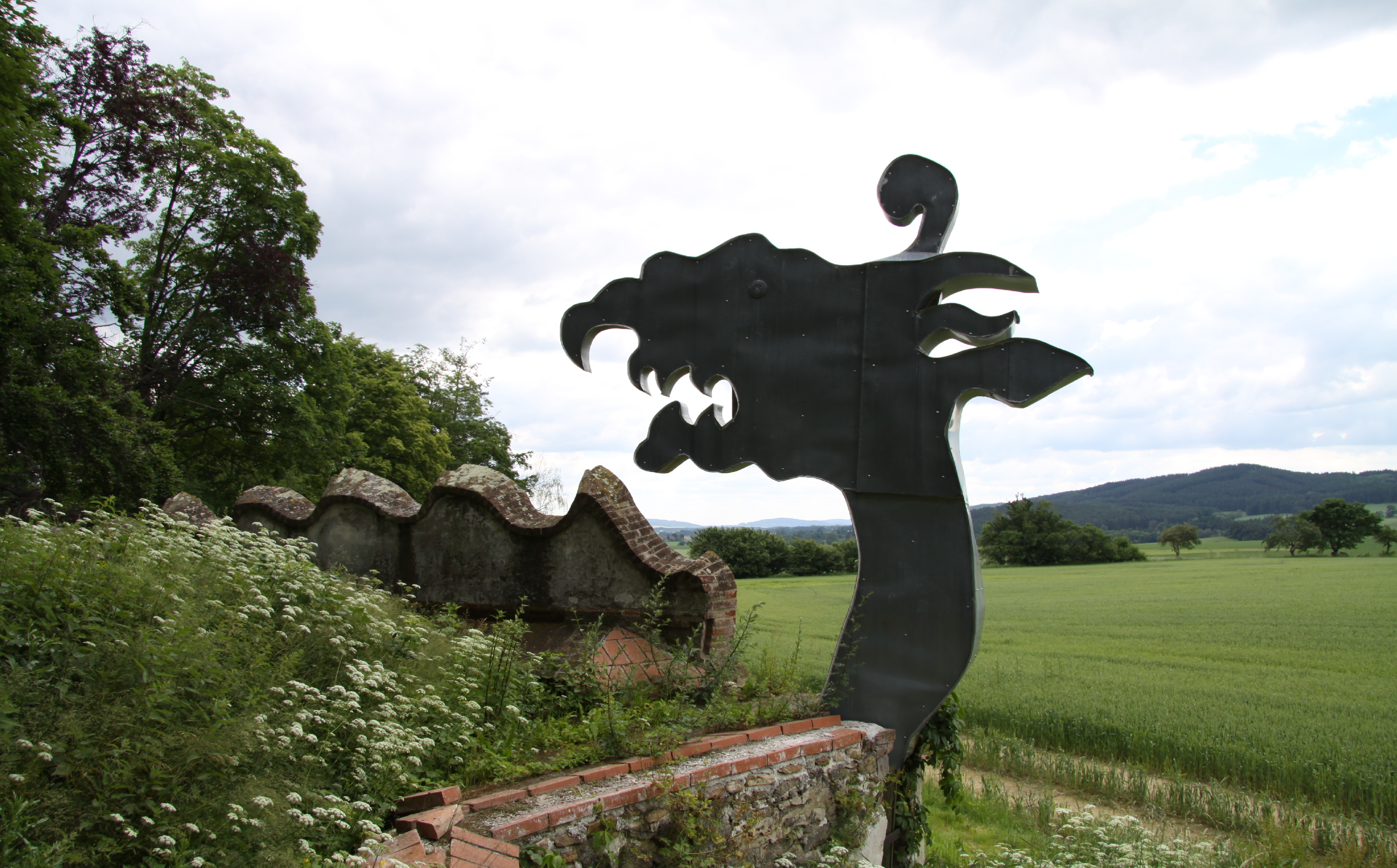
„Der Drache an der Mauer“

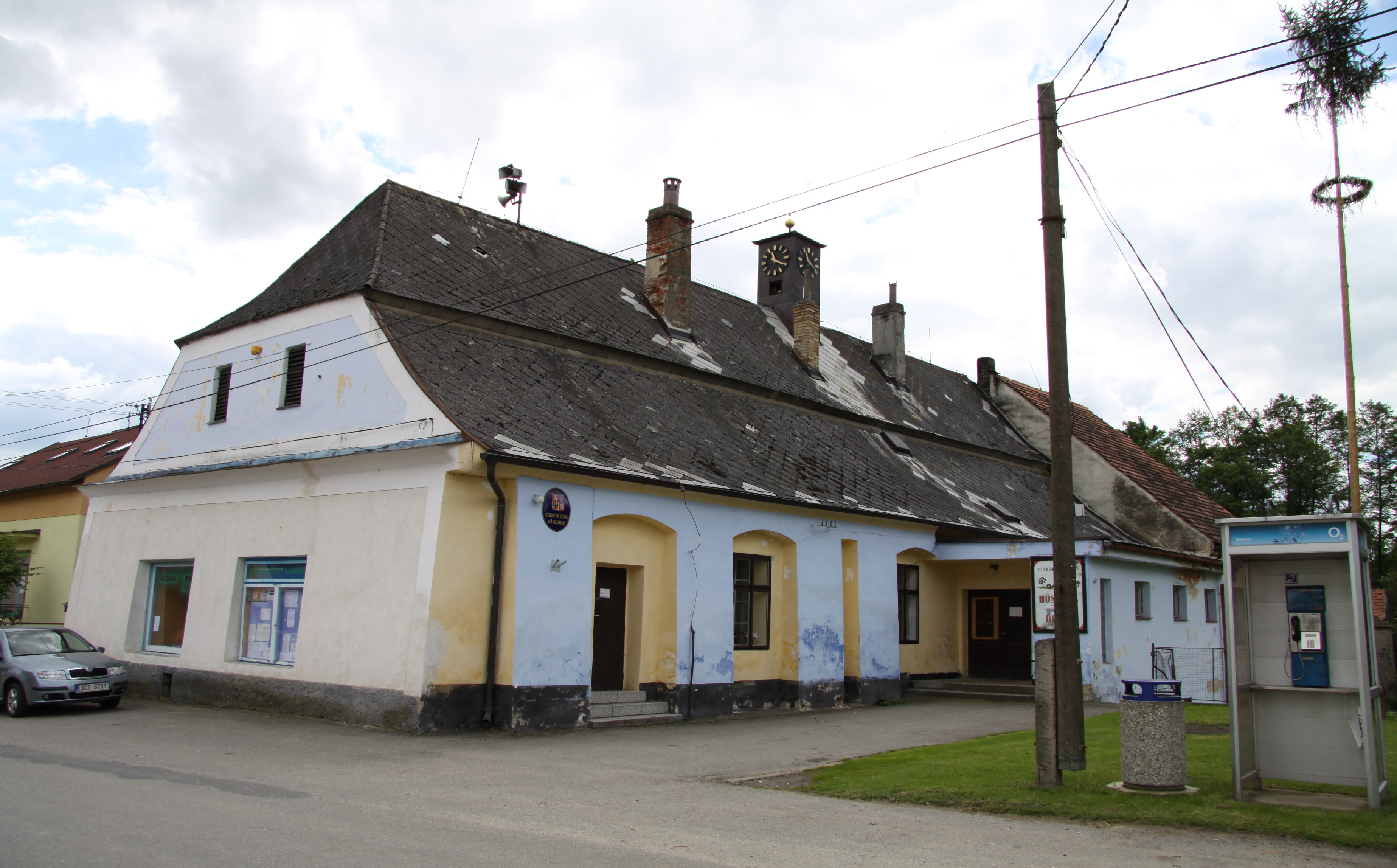
Schlösschen

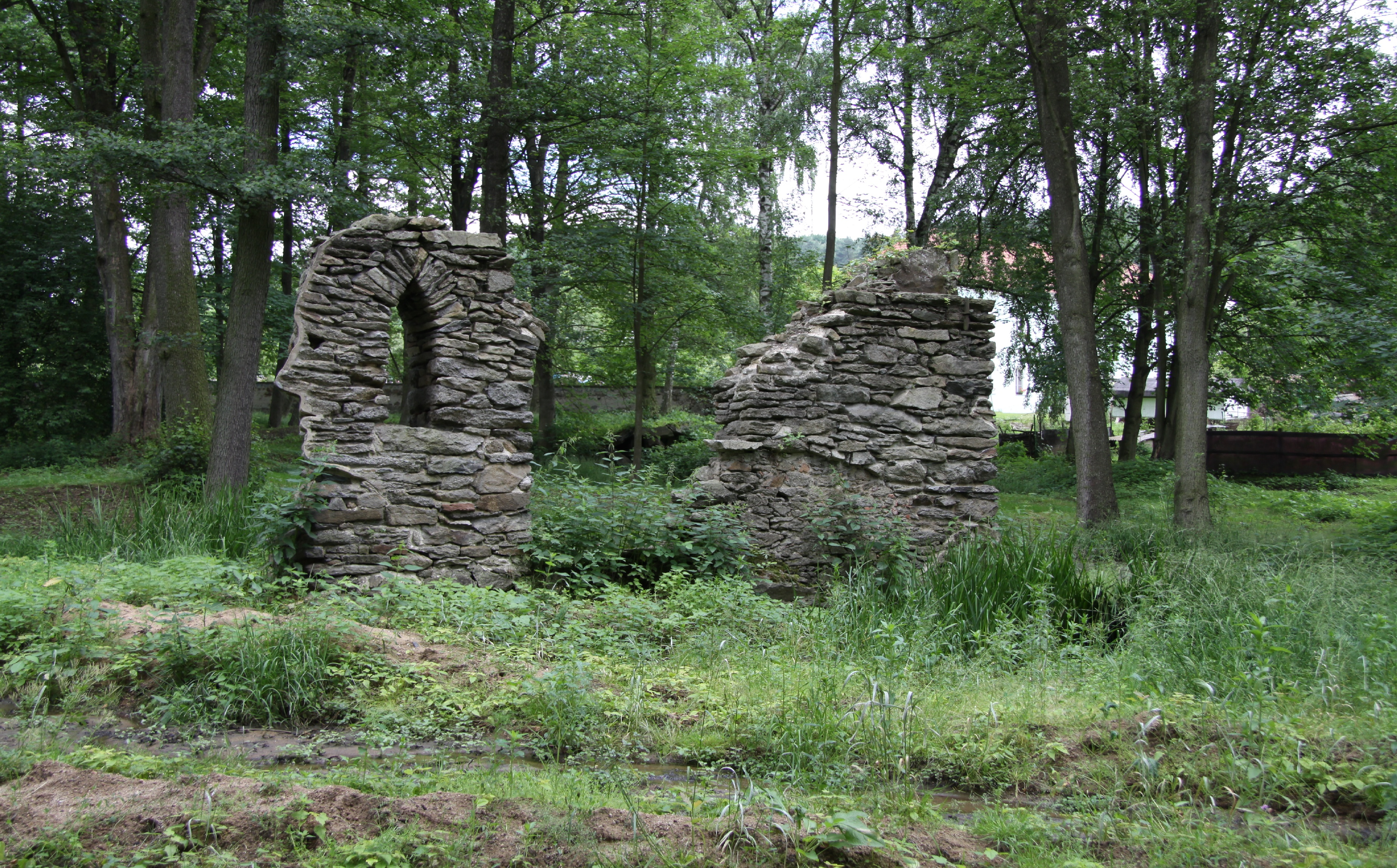
Reste der Wasserfeste mit den Profilen von „Odo“ und „Ida“

Kladruby (deutsch Kladrub) ist eine Gemeinde in Tschechien. Sie liegt acht Kilometer südöstlich von Horažďovice in Südböhmen und gehört zum Okres Strakonice.

## Geographie

### Geographische Lage
Kladruby befindet sich in einer Osthanglage zu Füßen der Hügel Divoš und Beranice über dem Tal der Otava und des Novosedelský potok im Vorland des Böhmerwaldes. Südöstlich erheben sich der Vraní vrch (485 m), Krčohrad (474 m), Kůstrý vrch (584 m) und die Pavlova hora (573 m), im Süden der V Parku (540 m), westlich die Beranice (531 m) sowie im Nordwesten die Smrtí hora (519 m) und der Divoš (537 m).

### Gemeindegliederung
Für die Gemeinde Kladruby sind keine Ortsteile ausgewiesen. Zu Kladruby gehören die Ansiedlungen Nové Dvory (Neuhof), Svatá Trojice und Ovčín.

### Nachbargemeinden
Nachbarorte sind Svatá Trojice, Ovčín, Kozlov und Střelské Hoštice im Norden, Záleský, Horní Poříčí, Dolní Poříčí, Za Řekou und Pohodnice im Nordosten, Katovice und Liboč im Osten, Novosedly, Stružský Mlýn und Makarov im Südosten, Štěchovice im Süden, Volenice, Přípilka, Nové Dvory und Frymburk im Südwesten, Kejnice, Kalenice und Karlovce im Westen sowie Veřechov, Na Vidrolce und Svaté Pole im Nordwesten.

## Geschichte
Die erste schriftliche Erwähnung des Dorfes erfolgte 1405 als Besitz der Pfarre in Písek, wobei zwei Gehöfte dem Spítal in Písek zugehörig waren. Auf Grund der Hussitischen Artikel wurde Kladruby 1419 aus dem Besitz der Kirche beschlagnahmt und an die Stadt Písek übereignet. Die beiden Gehöfte des Spitals gingen 1546 an die Stadt über. Wegen der Teilnahme der Königsstadt Písek am Ständeaufstand von 1547 gegen Kaiser Ferdinand I. wurden deren Güter konfisziert. Zu dieser Zeit bestand zudem ein Freigut mit der Feste, wobei dessen Besitzer nicht überliefert sind. Im Jahre 1549 verkaufte die Hofkammer die eingezogenen Píseker Besitzungen bei Strakonice an Adam Kotz von Dobrz auf Ohrazenice. Ab 1571 gehörte das Gut den Rittern Pavel und Přibík Boubínský von Újezd auf Burg Strahl. Im Jahre 1619 verwüstete Karl von Bucquoy die Burg und Herrschaft Strahl. Nach der Schlacht am Weißen Berg emigrierte der protestantische Grundherr Peter Pešína Ritter von Komárov auf Hoštice. Die Hofkammer übereignete das Gut 1623 an Heinrich Kolowrat-Liebsteinsky, der es dem Klattauer Jesuitenkolleg schenkte. Im Jahre 1631 versuchte Peter Pešína vergeblich mit Hilfe sächsischer Truppen, seinen Besitz zurückzuerobern. Nachdem in den 1630er Jahren Besitzstreitigkeiten um das Gut ausgebrochen waren, erfolgte dessen Dreiteilung zwischen dem Großpriorat der Malteser in Strakonice, der Burgherrschaft Strahl und den Kotz von Dobrz auf Ohrazenice. Der Kotzsche Anteil ging später an die Ritter von Malovec auf Tažovice über. Im Jahre 1673 war Johann Christoph Leopold Malovec von Malovice auf Tažovice und Kladruby Besitzer der Feste Kladruby. Ob er nur den zur Feste gehörigen Anteil oder bereits einen weiteren besaß, ist nicht bekannt. Ferdinand Ignaz Ježovský von Luby, der 1675 das Gut Kalenice übernommen hatte, kaufte im selben Jahre einen Anteil von Kladruby hinzu. 1686 erwarb er von den Rittern Malovec auch die Feste Kladruby. Ferdinand Ignaz Ježovský verstarb 1690 und hinterließ zwei minderjährige Töchter. Seine Witwe verkaufte ihren Anteil am Gut Kladruby an die Früvain von Podolí. Franz Adalbert Früvein ließ 1710 das Dreifaltigkeitskirchlein errichten und verschrieb darauf vom Gut 60 Schock Einkünfte. Im Jahre 1724 ließ Franz Früvain von Kladruby die ihm aus dem Erbe von Jiří Lukavský von Řenče zugefallenen 18 Gulden für den Bau eines Türmchens auf der Kirche von Volenice verwenden. In der zweiten Hälfte des 18. Jahrhunderts erwarb der Kreishauptmann des Prachiner Kreises, Laurenz Schönpflug Ritter von Gömseberg das Gut. Er verkaufte es 1790 an den k.k. Offizier Vitschel. Nachfolgender Besitzer wurde 1794 der k.k. Obristlieutenant Adam Bayer von Bayersberg. Von ihm erwarben die Reichsfürsten von Lamberg das Gut und schlossen es als Allodialgut an die Fideikommissherrschaft Schichowitz an. Karl Eugen von Lamberg trennte das Allodialgut Kladrub 1803 wieder von der Fideikommissherrschaft Schichowitz ab und verkaufte es an Adalbert Winitzky. Dieser veräußerte das Gut Maria Franzisca Freiin Audritzky von Audritz, geborene Freiin Sanchez d´ Ortigosa. 1807 erbten deren Kinder Joseph Freiherr Audritzky von Audritz und Johanna Gräfin von Breda den Besitz. Sie verkauften das Gut 1808 an Karl von Neukirchen, der es an den Prager Bürger Andreas Lehner weiterveräußerte. Von diesem erwarb 1817 Franz Ritter Gentschik von Gežowa das Gut. Ihm folgte seine Tochter Maria Gentschik von Gežowa. Im Jahre 1840 umfasste das Gut Kladrub eine Nutzfläche von 529 Joch 1414 Quadratklafter. Es besaß Braurechte, braute jedoch nicht mehr. Zum Gut gehörte nur das gleichnamige Dorf. Das Dorf Kladrub bestand aus 35 Häusern mit 481 tschechischsprachigen Einwohnern. In Kladrub bestanden ein kleines obrigkeitliches Schloss, ein Meierhof, ein Branntwein- und Flusshaus, eine Schäferei und eine Schmiede. Abseitig lagen der emphyteutisierte Meierhof Neuhof / Nowy dwůr, auf dem Dreifaltigkeitsberg die Kapelle der hl. Dreifaltigkeit, sowie ein Hegerhaus. Das Wirtschaftsamt war mit dem Gut Kalenitz vereinigt und hatte dort auch seinen Sitz.
Pfarrort war Wolenitz. Durch die Heirat von Maria Gentschik ging das Gut in den 1840er Jahren an die Familie Kräutner über. Bis zur Mitte des 19. Jahrhunderts blieb Kladrub ein selbständiges Gut.
Nach der Aufhebung der Patrimonialherrschaften bildete Kladruby/Kladrub ab 1850 eine Gemeinde in der Bezirkshauptmannschaft Strakonice und dem Gerichtsbezirk Horažďovice. In den 1880er Jahren erwarb die Familie von Taschek das Gut durch Heirat.
1949 wurde die Gemeinde dem neu gebildeten Okres Horažďovice zugewiesen und kam nach dessen Aufhebung im Jahre 1960 zum Okres Strakonice zurück. Am 1. April 1976 wurde Kladruby nach Volenice eingemeindet. Nach einem Referendum löste sich Kladruby am 1. Jänner 1992 wieder von Volenice los und bildete eine eigene Gemeinde.

## Kultur und Sehenswürdigkeiten

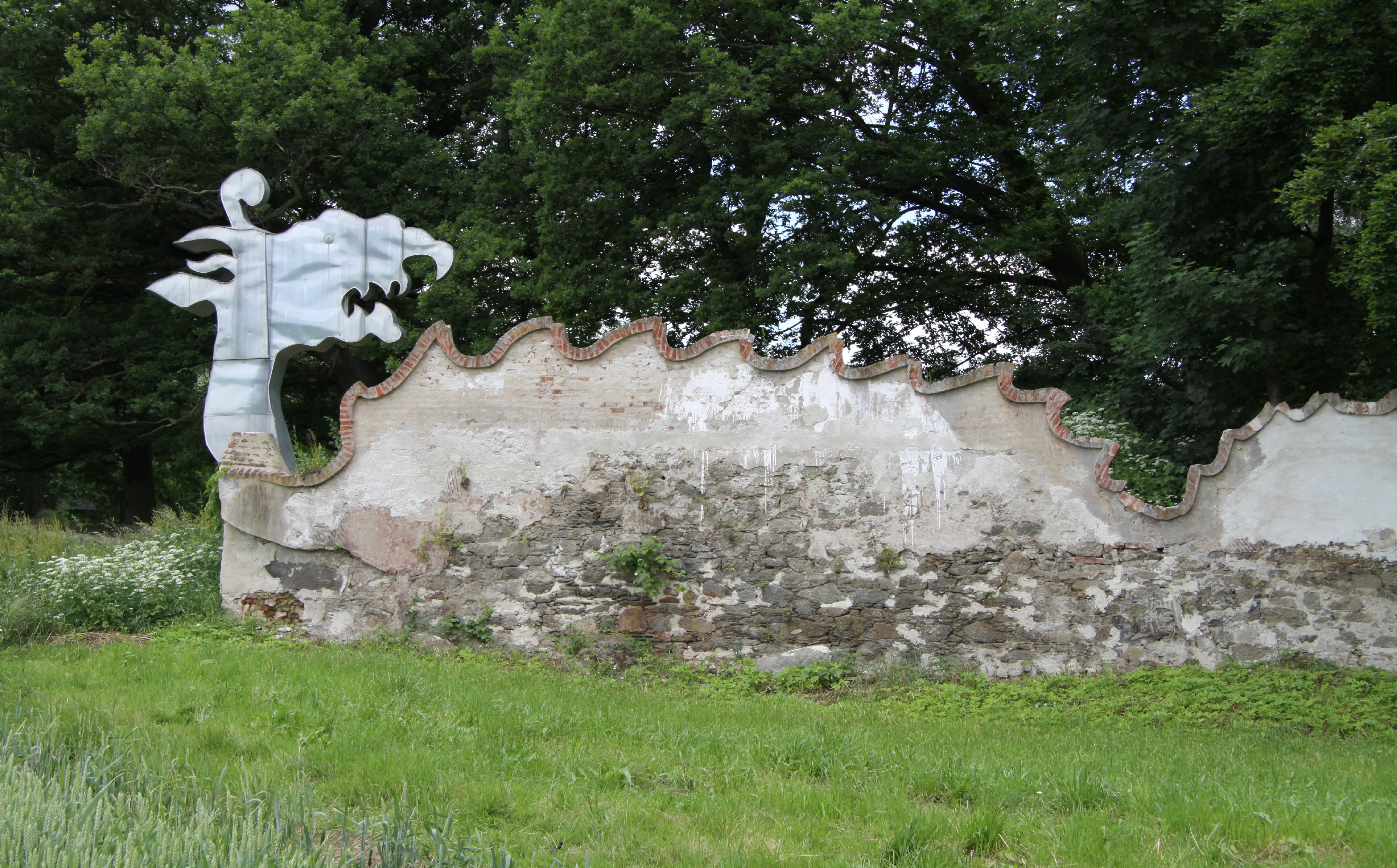
„Der Drache an der Mauer“

- Reste der Wasserfeste Kladruby im Park am südlichen Ortsausgang, die verfallenen Mauerreste wurden mit künstlichen Gesichtsprofilen versehen, die „Odo“ und „Ida“ genannt werden.
- „Der Drache an der Mauer“ im Park, die zu einem Echsenrücken aufgemauerte künstliche Mauerruine wurde mit einem Drachenkopf versehen
- Schlösschen Kladruby in der Ortsmitte, der eingeschossige Bau mit Empireportal entstand zwischen 1804 und 1807 aus der zu Beginn des 18. Jahrhunderts errichteten neuen Feste
- Spätbarockes einschiffiges Kirchlein der hl. Dreifaltigkeit in der Siedlung Svatá Trojice, es wurde 1710 für Franz Adalbert Früvein von Podolí und seine Frau Anna Ursula geborene Mlčkovská errichtet. Den Grundstein legte der Verwalter der Güter der Töchter von Ferdinand Ignaz Ježovský von Luby, Rudolf von Kottwitz. Am 12. Juni 1710 wurde die Kirche vom Prachiner Vikar Tomáš Václav Bárta gesegnet. In der Kapelle heiratete am 25. Mai 1742 Franz Früveins Tochter den piemontinischen Leutnant Josef Ritter Lemor auf Torets; Trauzeugen waren der Hauptmann des Regimentes Lamarín, Markgraf Ludwig Dryje de Burgo Dogzerva und Johann Ritter Früvein von Podolí. 1928 wurde das hölzerne Türmchen bei einem Blitzeinschlag beschädigt.